# 아즈망가 대왕의 등장인물 목록
이하는 만화 및 애니메이션 《아즈망가 대왕》에 등장하는 인물의 목록이다.
주요 등장인물은 두 명의 선생을 포함한 여섯 명의 여고생들이며 비중이 조금 떨어지는 몇몇을 함께 실었다(여고생을 밝히는 음험한 취미를 지닌 키무라 선생과, 동급생 사카키에게 끊임없는 연정을 보내는 카오리, 카오리의 친구로 이야기 상 비중이 떨어지는 치히로).
이들 중 넷은 2002년 뉴타입이 주관한 '아니메 히로인 100인'에 이름이 포함되었다. 카스가 아유무는 7위, 미하마 치요는 11위, 사카키는 21위, 미즈하라 코요미는 78위를 차지했다. 합산하여 아즈망가 대왕은 2002년 여성 캐릭터들이 등장하는 작품들 중 두 번째로 지명도 있는 작품이라는 영예를 안았다.

## 중심 등장인물

### 학생들

#### 미하마 치요(윤나라)
- 성우 : 가네다 도모코(일본어판)  여민정(한국어판)

미하마 치요(윤나라)(美浜 ちよ)는 보통 치요짱(일본 원작)(ちよちゃん)으로 불린다. 천재소녀이며 다섯 반을 월반하여 고등학교 1학년이 된다. 시리즈 시작부터 끝까지 반에서 1등을 놓치지 않는다. 이러한 월반은 일본에서 거의 있을 수 없는 일로 시리즈의 흥미를 위해 만든 성격이 강하다. 치요는 귀여운 외모를 가졌으며 거기에 학업적 능력에 있어서도 주변을 능가한다. 치요는 자신이 몸이 작다는 것 때문에 소심해지기도 하며, 특히 체육에 약해서 자신이 남에게 폐를 끼친다고 괴로워하기도 한다. 치요는 똑똑한 동시에 매우 부자라는(대저택에 살고 있으며 여름 별장을 따로 갖고 있다) 사실에 주변인에게 질투의 대상이 된다. 치요의 갈래머리는 만화와 애니메이션에서 여러 번에 걸쳐 개그 소재로 사용된다. 특히 오사카는 치요의 갈래머리가 치요를 하늘을 날게 하거나 조종한다는 등의 공상을 한다. 집에서 치요는 거의 대부분 타다키치라는 거대한 개와 함께 지낸다. 등장인물 중 치요는 유일하게 대학 입학 시험을 치르지 않고, 미국으로 유학을 가게 된다.

#### 타키노 토모(양소란)
- 성우 : 히구치 지에코(일본어판)  박선영(한국어판)

타키노 토모(한국명 : 양소란)(滝野 智)는 단순하고,과격하고 무식한데다가 다혈질의 소녀라 그 누구도 못말린다. 항상 힘이 넘치고 쓸데없는 경쟁심에 불타지만, 동시에 운동을 못 하며 게으르다. 그녀는 주변인들(특히 초등학교 때부터 같은 반이었던 요미)을 당황하게 만드는 경향이 있다. 토모는 그녀가 말하는 것이나 행동하는 것의 결과가 어떻게 될지를 고려하지 않는 그야말로 막무가내 같은 성격이다. 두 번째 여름방학 때 치요의 여름 별장으로 놀러가서, 토모는 별장에 도착하여 치요가 문을 열려는 순간 열쇠를 빼앗아 마당 풀숲으로 던진 뒤, 어떤 일이 벌어질 지 궁금했다고 이야기하고, 친구들이 그것을 찾느라 허둥대는 것을 보고 즐긴다. 그러나 토모는 어떤 일을 해야겠다고 마음먹었을 때 달성하는 모습을 보여주기도 하는 등 놀라운 승부욕을 과시하기도 했다. 토모는 이전에 요미가 토모에게 '너가 할 수 있는 일은 없다'고 놀렸을 때, 요미에게 복수하겠다는 생각 하나로 열심히 공부해서 무대가 되는 고등학교에 진학했다. 그러나 고등학교에 합격한 뒤 토모는 다시 예전의 무사태평한 상태로 돌아간다. 순록을 상상속의 동물이라고 하는 등 백치의 끼가 다분한 소녀. 짖궂은 면이 다분하나 천성은 나쁘지 않아 결코 미워할 수도 없는 인물. 극도의 활기참으로 반의 분위기 메이커가 되기도 한다.

#### 미즈하라 코요미(박재경)
- 성우 : 다나카 리에(일본어판)  한원자(한국어판)

미즈하라 코요미(박재경)(水原 暦, 보통 요미로 부름)는 토모(소란)와 초등학교 시절부터 친구인 동시에 티격태격하는 맞수 역할도 한다. 그녀는 시리즈 내내 이성적인 모습을 보여주며 성숙하고 진지하다. 똑똑한데다 운동도 잘 하지만 요미는 스스로가 체중이 너무 나간다고 생각하며, 더 날씬해지기 위해 각종 식이요법을 시도한다. 그러나 식이요법을 진득하게 실천한 적은 전혀 없다. 요미는 만능처럼 보이지만 심한 음치이다(그러나 가라오케가 그녀의 가장 좋아하는 취미생활 중 하나이기도 하다). 요미는 토모의 철없어 보이는 행동을 지적하는 역할을 하며, 본인도 자신이 다른 친구들보다 성숙한 행동을 한다고 생각한다. 그러나 가끔씩 요미도 타 등장인물처럼 아이같은 행동을 한다. 치요 일행들과 같이 놀이동산에 같이 가려 했으나 정작 자신은 감기 몸살을 겪는 불운을 겪게 되어 같이 가지 못한다. 그리고 치요와 맞먹을 정도로 공부를 잘하는 우등생이지만 이상하게도 대학 입시에서도 자신이 원한 대학교에서 줄줄이 낙방하는 불운(?)을 겪는다. 이래저래 볼 때 아무래도 천운은 타고 나지 못한 듯... 요미는 마지막으로 지원한 대학교에서 최종 합격을 앞두고 치요에게 합격 기원을 받을 수 있게 부적을 구해 달라고 부탁하기도 한다. 대체로 건강한 편이지만 치요 일행들에 비해서는 잔병치레(감기 몸살)가 심하고 다소 몸이 약한 체질인 듯 하다.

#### 사카키 (아즈망가 대왕)|사카키(이태희)
- 성우 : 아사카와 유(일본어판)  이명선(한국어판)

사카키(이태희)(榊)는 키 크고 말이 별로 없다. 본인은 자신의 큰 키와 여성스러운 몸매를 부담스러워 한다. 또래치곤 큰 덩치에 비해 성격은 매우 소심하여  말을 거의 하지 않으며 이런 과묵함이 다른 사람들에게는 '멋있다'로 잘못 전달된다. 시리즈 내에서 학교 내 스포츠 팀들은 매년 사카키에게 자기 부원으로 가입해 달라고 구애를 보낸다(사카키는 대부분의 남학생들보다 육체적 능력이 더 뛰어나다). 그러나 사카키는 운동에 별로 관심이 없다. 다른 학생들이 그녀를 생각하는 것과는 달리 사카키는 실제로 매우 감수성 예민하며 귀여운 것들에 대해 은밀한 동경을 갖고 있다. 특별히 고양이를 좋아하지만 고양이들은 원인 모르게 그녀를 꺼리며, 사카키의 부모님들도 고양이를 집에서 키우는 데 반대한다. 사카키는 치요와 많은 시간을 보내며 타다키치와 함께 있기를 좋아한다(타다키치는 사카키가 쓰다듬어도 가만히 있기 때문이다). 치요와의 우정은 아이러니한 상황을 보여주는데, 사카키는 치요처럼 귀엽게 보이고 싶어하며(그럴 경우 공개적으로 귀여운 물건들에 관심을 가질 수 있으리라 생각하기 때문이다), 치요는 사카키처럼 멋있고 남들이 무시하지 못하는 외모를 갖고 싶어한다. 시리즈 후반 사카키는 수학여행으로 간 오키나와 이리오모테섬에서 만난 이리오모테 산고양이(사카키를 찾아 온다)를 기르게 된다.

#### 카스가 아유무(맹순정)
- 성우 : 마츠오카 유키(일본어판)  양정화(한국어판)

카스가 아유무(맹순정)(春日 歩)는 보통 오사카(한국 번역에서는 부산댁)(大阪)로 더 많이 불린다. 그녀는 오사카(부산)에서 전학왔으며 토모는 그녀가 전형적인 오사카 사람(시끄럽고 활달하며 농담하기를 좋아하는)의 모습을 보이기를 바라면서, 재빠르게 그녀의 별명을 '오사카'로 지어 준다. 그러나 아유무의 행동은 '전형적인' 오사카 사람과는 많이 달랐다. 아유무는 자신이 느릿느릿하다고 생각하나, 그런 모습을 변화시킬 동기나 에너지가 부족하다. 오사카 사람들의 전형적인 모습과는 달리 그녀는 느리고 쉽게 딴 생각에 빠진다. 그러나 그녀는 단지 대부분의 사람들과 다르게 작동하는 사고를 지니고 있을 뿐이다. 이러한 경향 때문에 그녀는 공상이 많고, 넋이 나간 듯한 모습을 자주 보이지만 덕분에 매우 어려운 수수께끼는 쉽게 맞추기도 한다. 그녀는 또한 보통 사람들이 별 관심을 갖지 않는 것에 쉽게 즐거워하는 모습을 보인다. 운동회 때 장애물 경주에 자원하는데, 그 이유는 밀가루 속 사탕을 먹고 싶었기 때문이다. 현장에서 그녀는 얼굴을 밀가루 속에 묻고 깔깔거리는 모습을 보인다. 만화에서 아유무는 태풍이 불 때 밖에 나와서 뛰어다니는 것을 즐긴다. 그녀가 세상을 바라보는 독특한 시각은 나름대로 매우 지적으로 그려질 때도 있다.

#### 카오리(봉주연)
- 성우 : 노가와 사쿠라(일본어판)  한신정(한국어판)

카오리(かおり)는 사카키에게 푹 빠진 소녀로, 시리즈 내내 끊임없는 연정을 보내는 모습을 보인다. 카오리의 친구들은 그녀가 사카키에게 집착하는 것을 거의 알아채지 못하는 것으로 보이며, 사카키 역시 그녀의 연정에 답할지 아닐지도 확실하지 않다.(1화에서 카오리는 사카키에게 천문부에 입회할 것을 요청하려고 했다가, 거절당할지도 모른다는 두려움 때문에 말을 꺼내지 못했다. 그러나 사카키는 카오린이 그녀가 자신에게 말을 걸지 않은 것을 서운하게 생각한다) 사카키는 카오린이 그녀를 열렬히 좇는 것을 알고 있으나, 친구 이상으로 별다른 의미를 두지 않고 있는 것으로 보인다.
원래 이름은 카오리이지만 애니메이션과 만화에서는 항상 별명인 카오링(かおりん)으로 불린다(이처럼 별명은 마지막 음절을 바꿔서 귀엽게 들리도록 종종 바꾼다). 카오리의 성은 만화책 1권에 따르면 아이다로 추측되나, 확실한 것은 아니다.
카오리는 보통 수줍고 감수성 예민하나, 종종 분노한 모습을 보이거나 사카키가 연관된 일에 극도의 질투심을 보이기도 한다. 그녀는 좀 심하게 노이로제 성향의 모습을 보이기도 한다. 카오리는 예술적 재능도 갖고 있으며, 치요의 악명높은 '펭귄 옷'을 만드는 데 힘을 보태기도 한다.
2년 동안 카오리는 여름방학에 천문부 합숙을 하느라 주인공들과 함께 치요의 별장에 가지 못한다. 1학년 여름방학이 끝난 뒤 그녀는 사카키가 치요의 별장에 가서 글래머한 사진들을 찍은 사실을 알고 경악하게 된다. 3학년 카오리는 치요 별장에 함께 놀러 간다(유카리의 차에 탄 뒤 치요처럼 정신적 충격을 받는다). 그 해 키무라 선생은 카오리를 자기 반 명단에 넣었고 카오리는 이 사실에 절망한다(카오리는 키무라 선생이 다른 학생들보다 자기에게 음험한 애정을 쏟기 때문에 그를 꺼린다).
카오리는 만화보다는 애니메이션에서 모습을 더 자주 보인다. 예를 들면 8화에서 새해 꿈 에피소드에서 카오린은 오사카, 토모, 사카키와 함께 당당히 이야기를 구성하는 한 일원이다. 카오리는 아버지와 어머니 둘 중 한 명이 화면에 나타나는 유일한 등장인물이다. 그녀의 어머니는 8화에서 카오리를 꿈에서 깨우는데, 딸과 놀랄 정도로 외모가 흡사하다.

#### 카구라 (아즈망가 대왕)|카구라(나승리)
- 성우 : 쿠와시마 호코(일본어판)  박경혜(한국어판)

카구라(나승리)(神楽)가 시리즈에서 본격적으로 비중있게 등장하는 것은 2학년 초부터이다(유카리 선생은 그녀를 체육대회 우승을 위해 자신의 반에 편성했다). 카구라는 원래 미나모 선생의 반이었으며 매사에 있어 매우 투쟁심 강한 모습을 보인다. 그러나 공부 분야에서는 별 성과가 없고, 반에서 성적이 제일 나쁘다. 그녀는 대부분의 시간을 수영 연습으로 보내지만 다른 운동에도 다재다능한 모습을 보여주며, 친구들에게 진실되게 대한다. 카구라는 사카키에게 체육 관련 분야에 있어 라이벌 의식을 강하게 느끼고 있다. 이는 카구라는 꾸준히 운동 연습을 하는 데 반하여 사카키는 천부적인 신체적 능력을 타고난 데에서 기인한다.  카구라는 매우 의욕이 넘치고 활발하고 토모에 비해선 생각없이 행동하지는 않으나 단순하고 무식한 면은 토모와 거의 같다. 그녀가 2학년에 같은 반으로 들어오면서, 유달리 성적이 나쁘다는 이유로 오사카, 토모, 카구라로 이루어진 '봉쿠라스(멍청이들)'가 형성된다. 그러나 오사카,토모보다 성적이 더 나빠 본의 아니게 봉쿠라즈 대장을 맡는다.(본인은 그 점에서 다소 못마땅하게 생각하는 듯..) 카구라는 애니메이션 6화에서 자기 반이 패배했을 때나 졸업식 때의 장면에서 보이는 것처럼, 감수성 예민한 모습을 지니고 있다. 그녀는 유카리 선생처럼 비디오 게임을 좋아한다. 사카키처럼 그녀는 매우 가슴이 크며, 감수성 예민한 사카키와는 달리 사내아이 같은 성격을 갖고 있다.

### 선생님들

#### 타니자키 유카리(조지나)
- 성우 : 히라마쓰 아키코(일본어판)  이현진(한국어판)

타니자키 유카리(谷崎 ゆかり)는 3반의 담임 선생이자 영어 교사이다. 유카리 반 학생들은 그녀를 보통 유카리 선생님으로 부르며, 개중 더 친한 학생의 경우 유카리짱으로 부르기도 한다. 일진, 시간, 기분에 따라 그녀는 폭군과 천사 사이를 오가는 모습을 보인다. 토모처럼 유카리는 믿을 수 없을 정도로 충동적이며 생각 없이 행동한다(학교에 늦지 않기 위해 학생의 자전거를 뺏어 타고 도망가기도 한다). 이는 동료 교사 미나모의 모습과 좋은 대조를 이룬다. 유카리는 매우 거친 운전 실력의 보유자이며 '유카리 차'로 이름붙인 그녀의 차를 탄 제자들은 정신적 충격을 받기도 한다(그녀의 차는 부모님 소유이다). 1학년 여름 방학 때 치요는 그녀의 차를 탄 뒤 정신적인 타격을 입었으며 이후 유카리가 운전하는 차는 어떤 일이 있어도 피하는 모습을 보인다. 사실 유카리의 차를 타고 멀쩡한 사람은 토모밖에 없다.

#### 쿠로사와 미나모(주세미)
- 성우 : 히사카와 아야(일본어판)  함수정(한국어판)

쿠로사와 미나모(黒沢 みなも) 또는 냐모(にゃも)는 체육 교사이다. 시리즈의 첫 1년 동안 그녀는 5반 담임 선생이다. 이후 2년 동안은 2반을 맡게 된다. 미나모는 유카리와 오랜 친구이자 라이벌이기도 하다. 학생들에게 인기가 있으며 유카리와는 달리 자기 절제가 되는 성격이다. 이 사실 때문에 유카리는 큰 분노를 느끼며 어떻게든 미나모를 앞지르기 위해 애를 쓴다(체육대회 때 사카키를 위협할 상대인 카구라를 자기 반으로 끌어들인 사실을 보면 알 수 있다). 비록 두 사람은 서로 싸우지만 미나모는 유카리의 행동에 관용적인 모습을 보여주며, 종종 유카리를 도와주려고 하며 그녀가 더 좋은 선생이 될 수 있도록 자극하는 역할도 한다(그러나 미나모의 이런 시도는 대부분 실패로 끝난다). 그러나 미나모는 유카리처럼 자기 절제를 못 할 수도 있음을 증명하기도 한다. 2학년 치요의 여름 별장 에피소드에서, 미나모는 유카리가 학생들 앞에서 추한 모습을 보이지 않도록 술을 못 먹게 하겠다는 일념으로 자신이 사케 한 병을 다 마신다(맥주 주량은 알 수 없다). 그러나 대신 본인이 취했고 무의식 중 제자들에게 과거 자신의 성 경험을 적나라하게 이야기해 준다. 다행스럽게도 치요는 어려서 그녀의 이야기를 알아듣지 못했다.

#### 키무라(변태식)
- 성우 : 이시이 코지(일본어판)  이주창(한국어판)

키무라 선생(木村先生)은 시리즈에서 등장하는 유일한 '비중 있는 남자'이다. 키무라는 음울한 동시에 호색한이며, 고전문학 선생이다. 그는 공개적으로 '여고생이 좋아서' 선생이 되었다고 말한다. 그는 자주 색을 밝히는 모습을 보이며, 수영 시간 혹은 신체 검사 때 공개적으로 여성들을 '관찰'하려고 한다. 그는 유난히 카오리를 좋아하며 그녀에게 절망을 안겨준다. 그는 스승과 제자의 격에 맞지 않게 카오리를 별명인 '카오링'으로 부른다. 그는 자기를 그런 식으로 부르지 말라는 카오리에게 자신을 '키무린'으로 부르라는 말로 한 수 높은 대응을 하기도 한다.
키무라는 습관적으로 입을 벌린 채로 돌아다니며 눈은 안경에 가려서 보이지 않는다. 만화 내 그가 최초로 등장했을 때는 평범해 보였지만, 왜 교사가 되었냐는 말에 여학생이 좋아서라고 대답하면서 본색을 드러낸다(그는 정신적으로 모종의 결함이 있어 보인다). 애니메이션에서 그는 언제나 입을 열고 다닌다. 대부분의 여학생들은 극도로 그를 혐오하지만 몇몇 남학생들은 그의 '정직함'에 감동한다. 그의 변태스러운 행동에도 불구하고 학교 밖에서 키무라는 책임감 있고 마음씨 따뜻한 모습을 보여주기도 한다. 그는 버려진 캔을 재활용 통에 넣으며, '세계 평화'를 위해 1만 엔의 기부금을 내기도 한다. 그의 부인은 미녀이며 둘 사이에는 딸이 하나 있다. 키무라의 부인은 그가 괴상한 기질을 지니고 있음에도 그를 사랑하며, 그가 매우 잘 생겼으며 "멋있다"라고 생각하기까지 한다.

## 비중이 떨어지는 등장인물

#### 치히로
- 성우 : 오마에 아카네(일본어판)  전혜수(한국어판)

치히로(千尋)는 카오리의 급우이자 친구이다. 이름을 빼면 그녀에 대해 알 수 있는 것은 거의 없다. 그녀는 등장할 때 보통 카오리과 함께 나타나며 몇몇 프로젝트에서는 함께 힘을 합치기도 한다. 언젠가 치요가 그녀에게 모르는 것을 가르쳐 줄 때, 유카리 선생은 뭔가 거꾸로 되었다고 생각한다. 종종 치히로는 카오리의 변덕스러운 기질을 감내해야 하며, 카오리가 왜 그런 모습을 보이는지 알지 못한다. 치히로가 카오리가 사카키에게 애정을 품고 있는 것을 알고 있는지는 확실하지 않다. 치히로는 2화에서 교실에 바퀴벌레가 나타났을 때 공포에 심하게 질린 모습을 보이기도 한다. 만화에서 2학년 체육대회 때 치히로는 센과 치히로의 행방불명에 나오는 오기노 치히로로 분장하기도 한다(옆에는 역시 같은 애니메이션에서 나왔던 가오나시의 코스프레를 한 사람이 있는데, 카오리일 가능성이 높다) 치히로의 성은 만화 1권의 내용으로 미루어 보아 이노우에로 추측되지만, 확실한 것은 아니다.

#### 치요네 아버지
- 성우 : 와카모토 노리오

치요네 아버지(ちよ父, 치요 아버지)는 실제 살아있는 고양이보다도 한결 더 이상해 보이는, 노란 색의 몸을 지녔고 다소 특이해 보이는 고양이 비슷한 생명체로, 사카키와 오사카의 꿈에 등장한다. 그는 자신이 치요의 아버지라고 주장한다. (사카키가 누구에게도 자신의 꿈 이야기를 하지 않았음에도 불구하고, 치요네 아버지는 오사카의 꿈 속에도 등장하며, 역시 자신은 치요의 아버지라고 밝힌다) 그의 성격은 대체로 예의바르지만 종종 불안정한 모습을 보인다. 그는 마하 100의 속도로 날 수 있으며, 뛰어난 야구 선수이며, 총알을 맨몸으로 튕겨내며, 산타 클로스일 가능성도 있다. 오사카는 치요의 생일날 선물로 치요네 아버지와 똑같이 생긴 봉제 인형을 선물한다. 치요 아버지치는 여기서 저기로 공중에 떠서 이동할 수 있으며 기분에 따라 몸의 색이 바뀌며(붉은 색은 불안정한 상태를 의미한다), 자신이 정말 고양이인지도 의문스러워하는 모습을 보인다. 치요 아버지 모양의 봉제 인형은 기요히코 아즈마가 현재 연재 중인 만화 '요츠바랑!'에도 나온다.

#### 키무라의 부인
- 성우 : 오하라 사야카(일본어판)  김선혜(한국어판)

키무라의 부인은 긴 곱슬머리를 지닌 여성으로, 일본 식으로 이야기하면 미녀의 표본이다(다른 애니메이션에서 나오는 일본 미녀의 전형으로는 세일러 넵튠과 기노모토 나데시코가 있다). 정상이 아닌 듯 보이는 키무라가 이런 아름다운 여성(확실히 착해 보인다)과 결혼했다는 사실은 유머스러운 기재로 작용한다. 그녀의 외모는 다른 등장인물로 하여금 혼란에 빠지게 만들며, 그녀가 천사 혹은 바보 둘 중 하나가 아닐까라는 추측을 불러일으키게 만든다. 실제 그녀는 오사카와 비슷한 모습을 보여주는데, 남편의 학교에 몇 번씩 거듭하여 왔음에도 불구하고 교무실을 찾지 못하며, 토모가 몰래 굴리는 캔을 쫓아가다가 기둥에 머리를 들이받는 모습을 보이기도 한다. 그녀는 키무라의 점심밥을 남편이 칭하는대로 '러브 와이프 도시락'이라고 부른다. 애니메이션에서 토모는 키무라 부인에게 왜 키무라와 결혼했냐고 물어보는데, 그녀는 토모에게 '멋있는 점'이라고 대답함으로써 주변 등장인물이 그녀가 사람 보는 눈이 없다고 느끼게 만든다. 이어서 그의 멋진 면모는 현재 유행과 맞지 않을 뿐이라고 말함으로써 요미, 토모, 치요를 경악하게 만든다.

#### 미루치와 유카짱
- 성우 : 오마에 아카네(미루치), 노가와 사쿠라(유카찬)

미루치와 유카짱은 치요가 초등학교를 다닐 때 사귄 친구들이다. 치요는 비록 월반을 하였지만 그녀들을 동급생처럼 대한다. 외모 및 이름으로 미루어 보아 이들은 아즈망가 대왕의 두 여선생과 비슷하다(쿠로사와 미나모, 타니자키 유카리).

#### 오야마 마사아키
- 성우 : 요시노 히로유키

오야마 마사아키(大山将明)는 고등학교 1학년 장면에서 등장하는, 비중 없는 남성 등장인물이다. 만화에서 그는 성적이 좋다. 고등학교에 처음 들어갔을 때 그의 영어 작문 실력은 선생보다 좋았다. 유카리는 그를 학급 대표로 지명하는데, 이유는 단지 안경을 끼었기 때문이었다. 오야마는 9월까지만 학급 반장을 맡고 이후는 미하마 치요가 이어 받는다. 오야마는 스토리 거의 끝 부분에서 다시 반장 역할을 맡는다. 그는 매우 총명한 모습을 보이지만, 동시에 키무라 선생의 열렬한 추종자이기도 하다. 애니메이션 내에서 그는 두서없이 등장하는데 7화 문화제에서는 '유령의 집' 아이디어를 내놓기도 한다.

#### 기타 등장인물
카오링의 어머니
- 성우 : 나가타 료코

카오리의 어머니는 딸과 외모가 놀라울 정도로 똑같으며, 전체 시리즈 중 카오리의 황홀한 꿈을 깨울 때 유일하게 등장한다.
에이코
- 성우 : 고야마 유카

유카리와 냐모 선생의 예전 동급생으로, 19화에서 등장한다. 그녀는 냐모에게 선생보다 더 많은 보수를 보장하는 직장으로 옮겨 올 것을 제안한다.
오기노 "미치" 미치루
- 성우 : 나가시마 유코

요미가 자신의 식이요법 진행과정에 대해 글을 적어 보낸 라디오 쇼 진행자로, 19화에 나온다.
다나카 "나쿠" 나쿠로
- 성우 : 요시미즈 다카히로

역시 같은 라디오 쇼 진행자 파트너로, 19화에 나온다.
이시하라 의사
- 성우 : 기타가와 요네히코

타다키치와 마야를 진찰해 주는 베테랑 의사로, 24화에서 나온다.
시리즈 내에서 네 명의 이름 없는 학생들이 등장한다(오야마는 이름이 호명된다).
남학생 A
- 성우 : 야나기 나오키

어떤 특별한 것도 없는 남학생. 1화에서 유카리에게 자전거를 도둑맞는다.
남학생 B
- 성우 : 요시노 히로유키

냐모 선생처럼 긴 구렛나룻을 기른 남학생.
여학생 A
- 성우 : 나가타 료코

갈래머리를 한 여학생. 실제 이름은 나오지 않는다. 토모의 꿈(고양이를 구출) 속에서 어린 모습으로 등장하기도 한다. 애니메이션 1화에서 그녀는 카오리에게 사카키에 대해 이야기하며 후반부 에피소드에서는 카오리가 사카키를 오락실에서 만났을 때 카오리와 함께 있는 모습을 보여준다.
여학생 B
- 성우 : 오마에 아카네

갈색에 짧은 머리를 지닌 소녀. 그녀는 치히로와 놀랄 만큼 똑같이 생겼으며 19화를 보면 남학생 A와 관련이 있어 보인다. 그녀는 1학년 체육대회 에피소드에서 치어리딩 팀에 소속된 것으로 보이기도 한다.

## 동물들

#### 나루
사카키 집 근처에 살고 있는 고양이로, 알려진 것은 거의 없다.

#### 가미네코
가미네코(噛み猫, 무는 고양이)는 귀엽게 생긴 잿빛 고양이로 사카키가 학교에 가거나 오면서 자주 본다. 사카키는 고양이를 매우 좋아하기 때문에 가미네코를 쓰다듬으려고 하지만, 가미네코는 거대하고 날카로운 이빨로 그녀의 손을 깨문다. 이는 애니메이션 시리즈 내내 계속 반복되는 개그이다. 가미네코는 사카키에게 적의를 품고 있는 것으로 보이며, 에피소드 후반부 어느 한 장면에서는 그녀에게 적대감을 지닌 동네 고양이들을 모아서 공격하려고 하기도 한다.

#### 타다키치 씨
타다키치 씨(忠吉さん)은 치요가 기르는 개로 그레이트 피레네 종이며, 고등학교에 들어가기 전부터 치요와 5년간 함께 살아 왔다. 타다키치는 부드러운 성격에 느긋하며, 몸이 크기 때문에 치요를 태우고 다닐 수 있으며 치요가 타도록 순순히 응해준다. 사카키는 타다키치를 특히 좋아하는데, 그 이유는 타다키치는 사카키가 쓰다듬어도 물지 않고 가만히 있기 때문이다. 사카키는 치요처럼 타다키치의 등에 타고 다니는 것을 꿈꾸기도 한다.

#### 마야
마야(マヤー)는 사카키가 키우게 되는 이리오모테 산고양이이다. 마야의 이름은 오키나와어로 이리오모테 고양이를 부르는 이름인 '야마마야'에서 왔다. 아유무는 마야를 부르는 데에, 이리오모테를 부르는 또 다른 오키나와어인 '야마피카랴'를 변형시킨, '피카냐'라는 이름을 사용한다. 주인공 일행들과 마야는 3학년 수학여행 때 이리오모테 섬에서 만나게 된다. 마야는 사카키를 두려워하거나 싫어하지 않는 모습을 보인다. 마야의 엄마가 차에 치여 죽은 뒤, 마야는 사카키를 찾아 도쿄까지 올라온다. 마야는 '투기'를 발산하여 사카키와 치요를 둘러싼 가미네코와 졸개 고양이들을 쫓아 보낸다.
사카키의 어머니는 동물 알레르기가 있기 때문에 사카키는 집에서 마야를 키울 수 없었고, 사카키가 대학교에 들어가기 전까지 치요의 집에 맡기게 된다.
야생 고양이의 모습보다는, 마야는 사람과 함께 지내는 것에 편안함을 느끼며 타다키치와도 함께 지내고, 사카키의 무릎 위에서 자기도 한다. 치요는 마야가 사사키를 또 다른 엄마처럼 생각한다고 추측한다.

## 네코코네코
네코코네코(ねここねこ, 고양이새끼고양이)는 시리즈에 빈번히 등장하는 동물 봉제인형이다. 네코코네코의 외관은 장난감 제작업체 다레판다의 마스코트에 기반한 것으로 보인다. 구체적인 생김새는 엄마 고양이의 머리 위에 아기 고양이가 올라타 있는 형상이다. 사카키는 고양이를 좋아하는 것처럼 이 인형도 좋아한다. 오키나와로 수학 여행을 가 있는 동안 사카키는 네코코네코의 이리오모테 산고양이 버전 한 개를 산다. 네코는 고양이를 뜻하며, 코네코는 새끼 고양이를 뜻한다.
네코코네코는 아즈마 기요히코가 자신의 홈페이지에 연재했던 사진 시리즈 네코 고네코의 여행(ねここねこのたび)의 주인공이기도 하다. 네코코네코 인형은 《요츠바랑!》의 패스티벌 부스에서 등장한다.